# Vargsjön, Värmland
Vargsjön är en sjö i Säffle kommun i Värmland och ingår i Göta älvs huvudavrinningsområde. Sjön är 15 meter djup, har en yta på 0,708 kvadratkilometer och befinner sig 124,2 meter över havet. Sjön avvattnas av vattendraget Gullsjöälven (Åtorpsälven).

## Delavrinningsområde
Vargsjön ingår i det delavrinningsområde (658310-131984) som SMHI kallar för Inloppet i Finnsjön. Medelhöjden är 160 meter över havet och ytan är 11,44 kvadratkilometer. Det finns ett avrinningsområde uppströms, och räknas det in blir den ackumulerade arean 30,43 kvadratkilometer. Gullsjöälven (Åtorpsälven) som avvattnar avrinningsområdet har biflödesordning 4, vilket innebär att vattnet flödar genom totalt 4 vattendrag innan det når havet efter 238 kilometer. Avrinningsområdet består mestadels av skog (88 procent). Avrinningsområdet har 0,97 kvadratkilometer vattenytor vilket ger det en sjöprocent på 8,5 procent.